# Es war einmal ein Schneemann
Es war einmal ein Schneemann (Originaltitel: Once Upon a Snowman) ist ein animierter Kurzfilm aus dem Jahr 2020, produziert von Walt Disney Animation Studios und veröffentlicht von Walt Disney Pictures. Er basiert auf dem 2013 erschienenen Animationsfilm Die Eiskönigin – Völlig unverfroren und erzählt die Vorgeschichte über den Schneemann Olaf.

## Handlung
Der Kurzfilm beginnt in dem Moment, als Elsa sich gerade auf ihr einsames, aber nun freies Leben am Nordberg vorbereitet und dabei ungeahnt den Schneemann Olaf aus den Erinnerungen an ihre Kindheit zum Leben erweckt. Olaf selbst stellt erstaunt fest, dass er lebt und sprechen kann, und begibt sich auf die Suche nach seinem Selbst, da er weder weiß, wer er ist, noch wie er heißt.
Nachdem Olaf eine Zeit lang fragend durch die Berge läuft, kommt er schließlich an der Berghütte von Oaken an und fragt ihn, ob er vielleicht eine Karotte als Nase für ihn hätte. Doch Oaken verneint die Frage, hilft Olaf aber dabei, ein anderes Objekt als Nase zu finden. Als Olaf plötzlich eine Brille aufgesetzt bekommt, mit der er Bilder vom Sommer sehen kann, fühlt sich Olaf sofort angetan, woraufhin Oaken ihm eine Wurst als „Sommerwurst“ verkauft, die Olaf nun als Nase nutzen soll.
Glücklich über seine neue Nase verlässt Olaf den Laden wieder. Doch schon nach kürzester Zeit wird er von Wölfen, die den Geruch der Wurst gewittert haben, gejagt und stürzt schließlich mehrere Hänge hinab. Als plötzlich ein einzelner Wolf zu Olaf herbeikommt und ihn flehend anschaut, entscheidet Olaf sich, ihm die Wurst zu überlassen. Der Wolf frisst die Wurst und bedankt sich bei Olaf, indem er ihn abschleckt, was sich für Olaf fast wie eine Umarmung anfühlt. Genau in diesem Moment kann er sich wieder erinnern, wie er früher mit Anna und Elsa gespielt hat, und wer er ist: „Ich bin Olaf und ich liebe Umarmungen.“

## Hintergrund
Die Idee zu dem Kurzfilm entstand bereits 2012 während den Arbeiten an Die Eiskönigin – Völlig unverfroren, wo Trent Correy als Animator für die Figur Olaf zuständig war. Correy war inspiriert durch die Szene, als Elsa Olaf zum Leben erweckt, ihm dann aber keine weitere Beachtung schenkt und dachte sich, dass dort „eine Geschichte dahinter stecken musste“. Basierend auf einigen ursprünglichen Ideen und Skizzen für den Film über Olafs erste Schritte und einer Partnerschaft mit Disney+ entstand so schließlich der Kurzfilm Es war einmal ein Schneemann. Neben Olafs Vorgeschichte sind im Kurzfilm auch immer wieder Szenen aus dem Film eingebunden, um die direkte Verbindung zum Film zu verdeutlichen.

## Veröffentlichung
Es war einmal ein Schneemann wurde am 9. September 2020 erstmals vorgestellt und am 23. Oktober 2020 exklusiv auf Disney+ veröffentlicht.

## Synchronisation
Die deutschsprachige Fassung entstand bei der FFS Film- & Fernseh-Synchron in Berlin nach einem Dialogbuch von Nana Spier unter der Dialogregie von Axel Malzacher. Für die musikalische Leitung und Liedtexte war Thomas Amper verantwortlich.
| Rolle             | Originalsprecher | Deutsche Sprecher |
| ----------------- | ---------------- | ----------------- |
| Olaf              | Josh Gad         | Hape Kerkeling    |
| Königin Elsa      | Idina Menzel     | Willemijn Verkaik |
| Prinzessin Anna   | Kristen Bell     | Yvonne Greitzke   |
| Kristoff Bjorgman | Jonathan Groff   | Leonhard Mahlich  |
| Oaken             | Chris Williams   | Nik Hartmann      |

## Auszeichnungen
Es war einmal ein Schneemann wurde bei den Emmy Awards 2021 in der Kategorie Outstanding Short Form Animated Program nominiert.